# Вольфґанґ Соботка
Вольфґанґ Соботка (нім. Wolfgang Sobotka; 5 січня 1956, Вайдгофен-ан-дер-Іббс) — австрійський педагог, диригент і політик Австрійської народної партії, який з 20 грудня 2017 року є президентом Австрійської національної ради.

## Життєпис
Народився 5 січня 1956 року у місті Вайдгофен-ан-дер-Іббс. Вивчав історію у Віденському університеті, віолончель і музику у Віденському університеті музики та виконавських мистецтв, а також диригування в Консерваторії Брукнера в Лінці.
З 1972 по 1998 рік він спочатку був викладачем місцевої музичної школи у своєму рідному місті Вайдгофен-ан-дер-Іббс, а потім очолив школу. З 1980 по 1987 рік — вчитель гімназії. З 1980 по 1987 рік він обіймав посаду міського архіваріуса в цьому місті, а з 1989 по 1998 рік був викладачем Університету музики та сценічних мистецтв у Відні. З 1998 по 2016 рік Соботка був радником землі Нижня Австрія, а з 2009 по 2016 рік також обіймав посаду заступника губернатора Нижньої Австрії.
Його політична кар'єра почалася в 1982 році, коли він став членом міської ради Вайдгофен-ан-дер-Іббс. З 1988 по 1999 рік — директор музичної школи міста; у 1989 році став головою місцевої партії; у 1992 році увійшов до міської ради; з 1992 по 1996 рік він був керівником політики та освіти в Народній партії Нижньої Австрії; з 1996 по 1998 рр. він був мером Вайдгофена-ан-дер-Іббса; у 1998 році він приєднався до уряду землі Нижня Австрія як скарбник; у лютому 2009 року призначений заступником губернатора; у 2010 році він став державним головою партії. З 2011 року він є регіональним головою підорганізації Федерації робітників і службовців Нижньої Австрії. З 2013 року очолює групу просвітницької роботи. З 2012 року він є головою консультативної ради Інституту Алоїза Мока.
З 21 квітня 2016 року обіймав посаду федерального міністра внутрішніх справ Австрії в урядах канцлерів Вернера Файмана та Крістіана Керна. Як міністра внутрішніх справ Соботка заохочували проводити більш жорстку політику надання притулку та посилювати повноваження поліції. Після заворушень на саміті G20 у Гамбурзі він вимагав подальшого посилення права на демонстрації. Посилаючись на зростання рівня злочинності, він вимагав скоротити кількість шукачів притулку, яким дозволено в'їзд до Австрії. У 2017 році Соботка представив пропозицію щодо політики безпеки, яка надасть поліції доступ до камер спостереження на залізницях, шосе та віденському метро, і це дозволить їм контролювати сучасний онлайн-зв'язок, якщо це необхідно. Однак ця пропозиція провалилася через опозицію з боку соціал-демократів.
На виборах до Національної ради 2017 року він був головним кандидатом від народної партії у Нижній Австрії. 20 грудня 2017 року Соботка був обраний Австрійською національною радою своїм першим президентом.